# シャレーン・フラナガン
シャレーン・フラナガン（Shalane Flanagan、1981年7月8日 - ）は、アメリカ合衆国の陸上競技選手。2008年北京オリンピックの銀メダリストである。

## 経歴
フラナガンは、マサチューセッツ州マーブルヘッドの高校に通っていた当時は、サッカー、水泳に加えクロスカントリーとトラック種目に取り組んでいた。特にクロスカントリーでは全州大会で3度の優勝。またトラックでも1マイル走で優勝、2マイル走は米国高校新記録で優勝と有名な選手であった。
フラナガンは、ノースカロライナ大学チャペルヒル校に進学した後も、2002年、2003年の全米クロスカントリーを制覇するなど、数多くのタイトルを獲得した。2004年には、3000mで8分33秒25、5000mで14分44秒80の米国新記録を樹立。同年にはアテネオリンピックの5000mのアメリカ代表となったが、オリンピックでは予選で敗退している。
フラナガンは、2008年に、10000mでディーナ・カスターが持っていた30分50秒32の米国記録を、約16秒更新する30分34秒49の米国新記録を樹立。北京オリンピックの代表選考を兼ねた全米選手権では5000mと10000mで代表の座を射止める。そして、8月16日に行われたオリンピックの10000mで、30分22秒22の米国新記録で、エチオピアのティルネシュ・ディババ、トルコのエルバン・アベイレゲッセに次いで銅メダルを獲得。その後、エルバン・アベイレゲッセがドーピング違反が発覚し、銀メダルに繰り上がった。この種目では1992年バルセロナ大会のリン・ジェニングス以来のメダルをアメリカにもたらした。また、フラナガンは、5000mでも決勝に進出したが、15分50秒80で10位に終わっている。

## 自己ベスト
- 1500m - 4分05秒86 (2007年)
- 3000m - 8分33秒25 (2007年)
- 5000m - 14分44秒80 (2007年)
- 10000m - 30分22秒22 (2008年)

## 主な実績
| 年   | 大会                       | 場所                         | 種目           | 結果       | 記録          |
| ---- | -------------------------- | ---------------------------- | -------------- | ---------- | ------------- |
| 2000 | 世界クロスカントリー選手権 | ヴィラモウラ(ポルトガル)     | ジュニア       | 29位       | 22分10秒      |
| 2004 | 世界クロスカントリー選手権 | ブリュッセル(ベルギー)       | シニアショート | 14位       | 13分34秒      |
| 2004 | オリンピック               | アテネ(ギリシャ)             | 5000m          | 11位（sf） | 15分34秒63    |
| 2005 | 世界クロスカントリー選手権 | サン＝テティエンヌ(フランス) | シニアショート | 14位       | 14分05秒      |
| 2005 | 世界陸上選手権             | ヘルシンキ(フィンランド)     | 5000m          | 7位（sf）  | 15分20秒59    |
| 2007 | 世界陸上選手権             | 大阪(日本)                   | 5000m          | 8位        | 15分03秒86    |
| 2008 | オリンピック               | 北京(中国)                   | 5000m          | 10位       | 15分50秒80    |
| 2008 | オリンピック               | 北京（中国)                  | 10000m         | 2位        | 30分22秒22    |
| 2012 | オリンピック               | ロンドン(イギリス)           | マラソン       | 10位       | 2時間25分51秒 |

- sfは準決勝